# 滝沢一
滝沢 一（たきざわ おさむ、1914年11月10日 - 1993年7月11日）は、日本の映画評論家、ジャーナリスト、脚本家である。株式会社通信合同社代表。中川信夫との共同のペンネームは猿沢 丈介（さるさわ じょうすけ）。リアルタイムで作品を追い続けた、伊藤大輔、山中貞雄研究の第一人者である。

## 人物・来歴
1914年（大正3年）、大阪市に生まれる。大阪府立市岡中学校（現・大阪府立市岡高等学校）卒業。
1933年（昭和8年）、マキノ・プロダクションの元宣伝部長・都村健らとともに、京都に合同通信社を興す。同社がのちに株式会社通信合同社となる。
1935年（昭和10年）、前年に市川右太衛門プロダクションに入社した、9歳上の友人・中川信夫と共同で脚本を執筆、『恥を知る者』『御用唄鼠小僧』を中川が監督した。
1951年（昭和26年）『わが一高時代の犯罪』映画化にあたり、高木彬光に代わって岡田茂東映プロデューサーと映画化権料交渉を行う、以降岡田と交流を持つ。
1970年（昭和45年）前後に東映京都撮影所の大部屋俳優たちが結成した「ピラニア軍団」に同社の映画監督深作欣二、中島貞夫らとともに加担、相談役を務めた。1971年（昭和46年）、都村健が企画、御園京平が編集した牧野省三とその映画を回顧する書物『回想・マキノ映画』に『牧野省三評伝その人と業蹟』を寄稿する。1973年（昭和48年）には、山中貞雄の監督デビュー作『磯の源太 抱寝の長脇差』をモチーフに、マキノ雅弘と共同でテレビ映画『長谷川伸シリーズ』の第23話『抱き寝の長脇差』の脚本を執筆した。
キネマ旬報社が刊行した1976年（昭和51年）の『日本映画監督全集』、1979年（昭和54年）の『日本映画俳優全集・男優編』、1980年（昭和55年）の1980年『日本映画俳優全集・女優編』の執筆に参加、大きな資料を残す。1982年（昭和57年）、都村が死去、滝沢が通信合同社代表となる。同年、友人の中川信夫の復帰作にして遺作『怪異談 生きてゐる小平次』の製作に「企画」として参加する。中川は1984年（昭和59年）に没し、1987年（昭和62年）、山根貞男と共著で亡くなった友人についての著書『映画監督 中川信夫』を上梓する。またこのころ、竹中労らとともに山中貞雄の命日の集い「山中忌」を差配した。
1993年（平成5年）7月11日、京都市内の病院で脳梗塞のため死去した。満78歳没。最後に執筆した遺稿は、同年の『キネマ旬報』1112号（1993年8月下旬上半期決算号）に掲載された『私の伊藤大輔』である。没後の同年、第35回牧野省三賞特別賞を受賞した。

## フィルモグラフィ
- 『恥を知る者』、監督中川信夫、原作海音寺潮五郎、市川右太衛門プロダクション、1935年 - 脚本・中川信夫と共同の猿沢丈介名義
- 『御用唄鼠小僧』、監督中川信夫、市川右太衛門プロダクション、1935年 - 原作・脚本・中川信夫と共同の猿沢丈介名義
- 『海賊旗吹っ飛ぶ』、監督辻吉郎・マキノ真三、原案絲屋寿雄・小倉浩一郎、松竹京都撮影所、1943年 - マキノ真三と共同脚本
- 『長谷川伸シリーズ』、第23話『抱き寝の長脇差』、監督松尾正武、テレビ映画、1973年 - マキノ雅弘と共同脚本
- 『怪異談 生きてゐる小平次』、監督・脚本中川信夫、原作鈴木泉三郎、磯田事務所 / 日本アート・シアター・ギルド、1982年 - 企画

## ビブリオグラフィ
国立国会図書館蔵書。
- 『牧野省三評伝その人と業蹟』 - 『回想・マキノ映画』、マキノ省三先生顕彰会、1971年
- 『成瀬巳喜男論』 - 『現代日本映画論大系 1』、冬樹社、1971年
- 『日本映画監督全集』、キネマ旬報社、1976年 - 部分執筆
- 『日本映画俳優全集・男優編』、キネマ旬報社、1979年 - 部分執筆
- 『日本映画俳優全集・女優編』、キネマ旬報社、1980年 - 部分執筆
- 『映画歳時記』、創元社、1984年
- 『映画の青春期と時代劇映画 - 伊藤大輔研究その1』、『伊藤大輔年譜 1』奥田久司共編 - 『伊藤大輔シナリオ集 1』、伊藤朝子、淡交社、1985年 ISBN 4473008975
- 『和魂洋才と男のロマン - 伊藤大輔研究その2』 - 『伊藤大輔シナリオ集 2』、伊藤朝子、淡交社、1985年 ISBN 4473008983
- 『時代劇映画の第一人者 - 伊藤大輔研究その3』、『伊藤大輔年譜 2』奥田久司共編 - 『伊藤大輔シナリオ集 3』、伊藤朝子、淡交社、1985年 ISBN 4473008991
- 『解説 山中貞雄』 - 『山中貞雄作品集 3』、実業之日本社、1985年 ISBN 4408410446
- 『映画監督中川信夫』、共著山根貞男、リブロポート、1987年 ISBN 4845702525

## 註
1. ↑  映画歳時記、国立国会図書館、2010年1月15日閲覧。
2. 1 2 3  『現代物故者事典1991～1993』（日外アソシエーツ、1994年）p.357
3. 1 2 3 4  『キネマ旬報』 1113号、キネマ旬報社、1993年、p.163.
4. 1 2  『興行通信』、第60巻、2000年、p.23.
5. 1 2  滝沢一「ある岡田茂論」『映画時報』1972年1月号、映画時報社、20 - 21頁。
6. ↑  回想・マキノ映画、国立国会図書館、2010年1月15日閲覧。
7. ↑  怪異談 生きてゐる小平次、日本映画データベース、2010年1月15日閲覧。
8. ↑  1993年8月下旬上半期決算号、キネマ旬報、2010年1月15日閲覧。
9. ↑  牧野省三賞、東映京都ナビ、2010年1月15日閲覧。
10. ↑  OPAC NDL 検索結果、国立国会図書館、2010年1月15日閲覧。